# Мауро Лонгобардо
Мауро Лонгобардо (англ. Mauro Longobardo) — генеральний директор ПАТ «АрселорМіттал Кривий Ріг».

## Кар'єра
Мауро Лонгобардо пройшов навчання у Міланському технічному університеті (Італія) за фахом «Матеріалознавство». З відзнакою закінчив школу менеджменту Sloan при Массачусетському технологічному інституті (Бостон). Також пройшов навчання за прискореною програмою підготовки магістрів у школі менеджменту та бізнесу Аргентинського університету (Буенос-Айрес).
У 2002—2006 роки працював в «Tenaris» (Італія) у сфері якості, технології та розробки нової продукції. Пізніше переїхав до Аргентини — забезпечував контроль різних виробничих об'єктів на місцевому підприємстві. У 2010 році переведений до Дубаю на пост директора з координації міжнародних продажів труб сортаменту нафтопромислу. Також працював комерційним директором і регіональним менеджером по перспективним країнам Близького Сходу (Ірак, Катар, Оман, Ємен, Пакистан, Сирія, Ліван і Йорданія). У 2013—2015 роки Мауро Лонгобардо працював на Челябінському трубопрокатному заводі (ЧТПЗ) на посаді заступника генерального директора з стратегії, технології та розвитку. Після цього перейшов в «Інтерпайп» як заступник гендиректора з виробництва в Україні. З лютого 2018 року приєднався до компанії АрселорМіттал як генеральний директор «Arcelormittal Tubular Products Jubail».
З 18 лютого 2020 року очолює ПАТ «АрселорМіттал Кривий Ріг» — найбільше гірничо-металургійне підприємство в Україні, що працює у складі міжнародної компанії АрселорМіттал. Спеціалізується на виробництві довгомірного прокату, зокрема, арматури й катанки, сортового прокату, кутиків, смуги та заготовки. Виробничі потужності комбінату, що має повний виробничий цикл, розраховані на щорічний випуск понад 6 млн тонн сталі, більше 5 млн тонн прокату й понад 5,5 млн тонн чавуну.

## Інтерв'ю та публікації
1. Не тільки для зерна. Розблокувати порти важливо для виживання української металургії Архівовано 2 вересня 2022 у Wayback Machine. (02.09. 2022);
2. «У нас був найкращий рік з 2008-го, а зараз сподіваємось хоча б вийти в нуль». Війна не зупинила «АрселорМіттал Кривий Ріг». Як перебудовує бізнес найбільший металургійний комбінат Архівовано 23 травня 2022 у Wayback Machine. (23.05.2022);
3. «Це питання виживання, а не прибутку». Інтерв'ю з гендиректором АрселорМіттал Кривий Ріг про перезапуск виробництва Архівовано 27 липня 2022 у Wayback Machine. (12.04. 2022);
4. «АрселорМіттал Кривий Ріг» законсервував виробництво. Як підприємство перебудовується в умовах війни. Інтервʼю з генеральним директором Мауро Лонгобардо Архівовано 22 травня 2022 у Wayback Machine. (04.03.2022);
5. Місце під сонцем. Як вписується Криворізький металургійний комбинат в «озеленювану» сталеву имперію Лакшмі Миттала Архівовано 11 травня 2022 у Wayback Machine. (12.10.2021);
6. Гендиректор АМКР о политическом влиянии на бизнес, инвестициях, отношениях с профсоюзами и зарплате. Часть 1 Архівовано 10 травня 2022 у Wayback Machine. (17.11.2021);
7. Гендиректор АМКР о ренте на руду, проблемах с логистикой и зеленой модернизации доменных печей. Часть 2 (22.11.2021);
8. Голова "Криворіжсталі" Мауро Лонгобардо: рента, електроенергія, газ – усе це має бути дешевше Архівовано 26 серпня 2022 у Wayback Machine. (23.06.2021);